# Magnice
Magnice is een plaats in het Poolse district  Wrocławski, woiwodschap Neder-Silezië. De plaats maakt deel uit van de gemeente Kobierzyce en telt 290 inwoners.